# Alban Bartholomew Roe

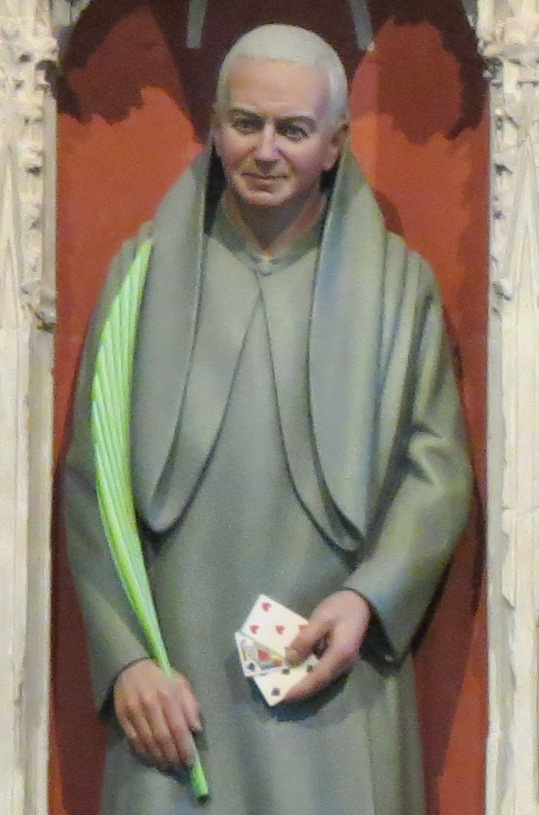
Helige Alban Bartholomew Roe.

Alban Bartholomew Roe (Alban Roe) var benediktinermunk, präst och martyr. Han föddes år 1583 i Suffolk och avrättades den 21 januari 1642 i Tyburn. Han var katolsk konvertit och kanoniserades 1970 av Paulus VI som en martyr av Englands och Wales fyrtio martyrer. Han firas den 25 oktober.
Han utbildades vid universitetet i Cambridge och blev en ivrig protestant. Det sägs att han efter ett i St Albans kyrka med en motsträvig person han åtagit sig att konvertera ledde till att Roe själv började tvivla. Efter en period av studier och möten med olika präster gick han med i katolska kyrkan år 1607 och togs in på English College i Douai följande år. Tre år senare blev han, under en krisperiod för skolan, relegerad på grund av olydnad. Han blev benediktinermunk vid Dieulouard i Lorraine, avlade sin ed 1614 och blev präst 1615.
Han återvände till London där han arbetade till 1618 då han kastades i fängelse i fem år. Den spanske ambassadören i England fick ut honom, men han bannlystes. Trots det återvände han till England några månader senare. Två år efter sitt återvändande fängslades han igen. Hans vänner ordande så att han kunde börja arbeta vid flottan vilket han gjorde under femton år. Det gav honom tillfällen att predika om sin tro men under det långa parlamentets tid anklagades han för att vara en "folkförförare" och avrättades genom det engelska straffet "hanging, drawing and quartering" den 21 januari 1642.